# Copa Colombia 2016
Die Copa Colombia 2016, nach einem Sponsor auch Copa Águila genannt, ist eine Austragung des kolumbianischen Pokalwettbewerbs im Fußball der Herren, die am 10. Februar 2016 begann. Am Pokalwettbewerb nehmen alle Mannschaften der Categoría Primera A und der Categoría Primera B teil. Vorjahressieger ist Junior. Pokalsieger wurde durch einen Sieg im Finale gegen Junior am 17. November 2016 Atlético Nacional.

## Modus
Die Mannschaften wurden nach größtenteils regionalen Kriterien auf acht Gruppen mit jeweils vier Mannschaften verteilt, in denen alle Mannschaften in Hin- und Rückspielen gegeneinander spielen. Für das Achtelfinale qualifizieren sich alle Gruppensieger sowie die vier besten Gruppenzweiten. Zudem sind die drei kolumbianischen Teilnehmer an der Copa Libertadores 2016 sowie der Titelverteidiger direkt für das Achtelfinale qualifiziert. Ab dem Achtelfinale wird im K.-o.-System mit Hin- und Rückspielen gespielt.
In diesem Jahr sind Atlético Nacional, Deportivo Cali, Independiente Santa Fe, und Junior direkt für das Achtelfinale qualifiziert.

## Teilnehmer
Die folgenden Vereine nehmen an der Copa Colombia 2016 teil.
| Categoría Primera A    | Categoría Primera B   |
| ---------------------- | --------------------- |
| Alianza Petrolera      | América de Cali       |
| Atlético Bucaramanga   | Atlético FC           |
| Atlético Huila         | Barranquilla FC       |
| Atlético Nacional      | Bogotá FC             |
| Boyacá Chicó           | Cúcuta Deportivo      |
| Cortuluá               | Deportes Quindío      |
| Deportes Tolima        | Deportivo Pereira     |
| Deportivo Cali         | Leones FC             |
| Deportivo Pasto        | Llaneros FC           |
| Envigado FC            | Orsomarso SC          |
| Fortaleza FC           | Real Cartagena        |
| Independiente Medellín | Real Santander        |
| Jaguares de Córdoba    | Tigres FC             |
| Junior                 | Unión Magdalena       |
| La Equidad             | Universitario Popayán |
| Millonarios            | Valledupar FC         |
| Once Caldas            |                       |
| Patriotas Boyacá       |                       |
| Rionegro Águilas       |                       |
| Independiente Santa Fe |                       |

## Gruppenphase

### Gruppe A
| Pl. | Verein              | Sp. | S | U | N | Tore    | Diff. | Punkte |
| --- | ------------------- | --- | - | - | - | ------- | ----- | ------ |
| 1.  | Real Cartagena      | 6   | 5 | 1 | 0 | 008:300 | +5    | 16     |
| 2.  | Leones FC           | 6   | 2 | 3 | 1 | 008:500 | +3    | 09     |
| 3.  | Jaguares de Córdoba | 6   | 2 | 1 | 3 | 007:800 | −1    | 07     |
| 4.  | Barranquilla FC     | 6   | 0 | 1 | 5 | 004:110 | −7    | 01     |

| 10. Februar 2016    |     |                                                                         |
| Leones FC           | 1:1 | Jaguares de Córdoba \|\|Estadio John Jairo Tréllez, Turbo               |
| Barranquilla FC     | 1:2 | Real Cartagena \|\|Estadio Metropolitano Roberto Meléndez, Barranquilla |
| 2. März 2016        |     |                                                                         |
| Jaguares de Córdoba | 2:1 | Barranquilla FC \|\|Estadio Jaraguay, Montería                          |
| 3. März 2016        |     |                                                                         |
| Real Cartagena      | 0:0 | Leones FC \|\|Estadio Julia Turbay, El Carmen de Bolívar                |
| 9. März 2016        |     |                                                                         |
| Leones FC           | 2:2 | Barranquilla FC \|\|Estadio John Jairo Tréllez                          |
| Jaguares de Córdoba | 0:1 | Real Cartagena \|\|Estadio Jaraguay                                     |
| 16. März 2016       |     |                                                                         |
| Barranquilla FC     | 0:3 | Leones FC \|\| Estadio Metropolitano Roberto Meléndez                   |
| Real Cartagena      | 3:2 | Jaguares de Córdoba \|\|Estadio Diego Carvajal, Magangué                |
| 13. April 2016      |     |                                                                         |
| Barranquilla FC     | 0:1 | Jaguares de Córdoba \|\|Estadio Metropolitano Roberto Meléndez          |
| Leones FC           | 0:1 | Real Cartagena \|\|Estadio John Jairo Tréllez                           |
| 4. Mai 2016         |     |                                                                         |
| Jaguares de Córdoba | 1:2 | Leones FC \|\|Estadio Jaraguay                                          |
| 5. Mai 2016         |     |                                                                         |
| Real Cartagena      | 1:0 | Barranquilla FC \|\|Estadio Julia Turbay                                |

### Gruppe B
| Pl. | Verein                 | Sp. | S | U | N | Tore    | Diff. | Punkte |
| --- | ---------------------- | --- | - | - | - | ------- | ----- | ------ |
| 1.  | Independiente Medellín | 6   | 4 | 2 | 0 | 012:200 | +10   | 14     |
| 2.  | Envigado FC            | 6   | 3 | 2 | 1 | 006:700 | −1    | 11     |
| 3.  | Once Caldas            | 6   | 2 | 1 | 3 | 006:700 | −1    | 07     |
| 4.  | Rionegro Águilas       | 6   | 0 | 1 | 5 | 004:120 | −8    | 01     |

| 10. Februar 2016       |     |                                                          |
| Envigado FC            | 0:0 | Rionegro Águilas \|\|Estadio Polideportivo Sur, Envigado |
| Once Caldas            | 0:0 | Independiente Medellín \|\|Estadio Palogrande, Manizales |
| 2. März 2016           |     |                                                          |
| Rionegro Águilas       | 1:3 | Once Caldas \|\|Estadio Alberto Grisales, Rionegro       |
| Independiente Medellín | 1:1 | Envigado FC \|\|Estadio Atanasio Girardot, Medellín      |
| 9. März 2016           |     |                                                          |
| Rionegro Águilas       | 0:2 | Independiente Medellín \|\|Estadio Alberto Grisales      |
| Envigado FC            | 1:0 | Once Caldas \|\|Estadio Polideportivo Sur                |
| 16. März 2016          |     |                                                          |
| Independiente Medellín | 2:0 | Rionegro Águilas \|\|Estadio Atanasio Girardot           |
| Once Caldas            | 0:1 | Envigado FC \|\|Estadio Palogrande                       |
| 13. April 2016         |     |                                                          |
| Once Caldas            | 3:2 | Rionegro Águilas \|\|Estadio Palogrande                  |
| Envigado FC            | 1:5 | Independiente Medellín \|\|Estadio Polideportivo Sur     |
| 5. Mai 2016            |     |                                                          |
| Rionegro Águilas       | 1:2 | Envigado FC \|\|Estadio Alberto Grisales                 |
| Independiente Medellín | 2:0 | Once Caldas \|\|Estadio Atanasio Girardot                |

### Gruppe C
| Pl. | Verein               | Sp. | S | U | N | Tore    | Diff. | Punkte |
| --- | -------------------- | --- | - | - | - | ------- | ----- | ------ |
| 1.  | Cúcuta Deportivo     | 6   | 3 | 2 | 1 | 009:700 | +2    | 11     |
| 2.  | Alianza Petrolera    | 6   | 2 | 3 | 1 | 007:600 | +1    | 09     |
| 3.  | Real Santander       | 6   | 1 | 4 | 1 | 007:700 | ±0    | 07     |
| 4.  | Atlético Bucaramanga | 6   | 0 | 3 | 3 | 003:600 | −3    | 03     |

| 10. Februar 2016     |     |                                                                      |
| Alianza Petrolera    | 3:1 | Cúcuta Deportivo \|\|Estadio Daniel Villa Zapata, Barrancabermeja    |
| Real Santander       | 1:0 | Atlético Bucaramanga \|\|Estadio Álvaro Gómez Hurtado, Floridablanca |
| 2. März 2016         |     |                                                                      |
| Atlético Bucaramanga | 0:0 | Alianza Petrolera \|\|Estadio Álvaro Gómez Hurtado                   |
| 9. März 2016         |     |                                                                      |
| Real Santander       | 1:1 | Alianza Petrolera \|\|Estadio Álvaro Gómez Hurtado                   |
| 10. März 2016        |     |                                                                      |
| Atlético Bucaramanga | 0:1 | Cúcuta Deportivo \|\|Estadio Álvaro Gómez Hurtado                    |
| 16. März 2016        |     |                                                                      |
| Alianza Petrolera    | 1:1 | Real Santander \|\|Estadio Daniel Villa Zapata                       |
| 17. März 2016        |     |                                                                      |
| Cúcuta Deportivo     | 1:1 | Atlético Bucaramanga \|\|Estadio General Santander, Cúcuta           |
| 6. April 2016        |     |                                                                      |
| Cúcuta Deportivo     | 1:0 | Real Santander \|\|Estadio General Santander                         |
| 13. April 2016       |     |                                                                      |
| Alianza Petrolera    | 1:0 | Atlético Bucaramanga \|\|Estadio Daniel Villa Zapata                 |
| Real Santander       | 2:2 | Cúcuta Deportivo \|\|Estadio Álvaro Gómez Hurtado                    |
| 4. Mai 2015          |     |                                                                      |
| Atlético Bucaramanga | 2:2 | Real Santander \|\|Estadio Álvaro Gómez Hurtado                      |
| Cúcuta Deportivo     | 3:1 | Alianza Petrolera \|\|Estadio General Santander                      |

### Gruppe D
| Pl. | Verein                | Sp. | S | U | N | Tore    | Diff. | Punkte |
| --- | --------------------- | --- | - | - | - | ------- | ----- | ------ |
| 1.  | Deportivo Pasto       | 6   | 3 | 2 | 1 | 012:400 | +8    | 11     |
| 2.  | Valledupar FC         | 6   | 3 | 1 | 2 | 008:100 | −2    | 10     |
| 3.  | Universitario Popayán | 6   | 2 | 1 | 3 | 008:110 | −3    | 07     |
| 4.  | Unión Magdalena       | 6   | 2 | 0 | 4 | 010:130 | −3    | 06     |

| 10. Februar 2016      |     |                                                                   |
| Deportivo Pasto       | 4:1 | Unión Magdalena \|\|Estadio Departamental Libertad, Pasto         |
| 11. Februar 2016      |     |                                                                   |
| Universitario Popayán | 2:0 | Valledupar FC \|\|Estadio Ciro López, Popayán                     |
| 2. März 2016          |     |                                                                   |
| Valledupar FC         | 3:2 | Unión Magdalena \|\|Estadio Armando Maestre Pavajeau, Valledupar  |
| Deportivo Pasto       | 3:0 | Universitario Popayán \|\|Estadio Departamental Libertad          |
| 9. März 2016          |     |                                                                   |
| Deportivo Pasto       | 4:1 | Valledupar FC \|\|Estadio Departamental Libertad                  |
| 10. März 2016         |     |                                                                   |
| Unión Magdalena       | 4:2 | Universitario Popayán \|\|Estadio Federico Serrano Soto, Riohacha |
| 16. März 2016         |     |                                                                   |
| Universitario Popayán | 2:1 | Unión Magdalena \|\|Estadio Ciro López                            |
| Valledupar FC         | 0:0 | Deportivo Pasto \|\|Estadio Armando Maestre Pavajeau              |
| 13. April 2016        |     |                                                                   |
| Universitario Popayán | 1:1 | Deportivo Pasto \|\|Estadio Ciro López                            |
| Unión Magdalena       | 1:2 | Valledupar FC \|\|Estadio Federico Serrano Soto                   |
| 4. Mai 2016           |     |                                                                   |
| Unión Magdalena       | 1:0 | Deportivo Pasto \|\|Estadio Federico Serrano Soto                 |
| Valledupar FC         | 2:1 | Universitario Popayán \|\|Estadio Armando Maestre Pavajeau        |

### Gruppe E
| Pl. | Verein          | Sp. | S | U | N | Tore    | Diff. | Punkte |
| --- | --------------- | --- | - | - | - | ------- | ----- | ------ |
| 1.  | América de Cali | 6   | 5 | 1 | 0 | 011:400 | +7    | 16     |
| 2.  | Atlético FC     | 6   | 2 | 2 | 2 | 006:500 | +1    | 08     |
| 3.  | Orsomarso SC    | 6   | 1 | 2 | 3 | 005:900 | −4    | 05     |
| 4.  | Cortuluá        | 6   | 0 | 3 | 3 | 005:900 | −4    | 03     |

| 10. Februar 2016 |     |                                                        |
| América          | 2:0 | Orsomarso SC \|\|Estadio Pascual Guerrero, Cali        |
| 3. März 2016     |     |                                                        |
| Orsomarso SC     | 2:1 | Cortuluá \|\|Estadio Francisco Rivera Escobar, Palmira |
| 10. März 2016    |     |                                                        |
| América          | 4:2 | Cortuluá \|\|Estadio Pascual Guerrero                  |
| 16. März 2016    |     |                                                        |
| Orsomarso SC     | 0:2 | Atlético FC \|\|Estadio Francisco Rivera Escobar       |
| Cortuluá         | 0:1 | América \|\|Estadio Doce de Octubre, Tuluá             |
| 22. März 2016    |     |                                                        |
| Cortuluá         | 1:1 | Atlético FC \|\|Estadio Doce de Octubre                |
| 30. März 2016    |     |                                                        |
| Atlético FC      | 0:1 | América \|\|Estadio Pascual Guerrero                   |
| 7. April 2016    |     |                                                        |
| Atlético FC      | 2:1 | Orsomarso SC \|\|Estadio Pascual Guerrero              |
| 13. April 2016   |     |                                                        |
| Cortuluá         | 1:1 | Orsomarso SC \|\|Estadio Doce de Octubre               |
| 14. April 2016   |     |                                                        |
| América          | 2:1 | Atlético FC \|\|Estadio Pascual Guerrero               |
| 4. Mai 2016      |     |                                                        |
| Atlético FC      | 0:0 | Cortuluá \|\|Estadio Pascual Guerrero                  |
| 5. Mai 2016      |     |                                                        |
| Orsomarso SC     | 1:1 | América \|\|Estadio Francisco Rivera Escoba            |

### Gruppe F
| Pl. | Verein           | Sp. | S | U | N | Tore    | Diff. | Punkte |
| --- | ---------------- | --- | - | - | - | ------- | ----- | ------ |
| 1.  | Patriotas Boyacá | 6   | 3 | 3 | 0 | 009:600 | +3    | 12     |
| 2.  | Llaneros FC      | 6   | 2 | 3 | 1 | 008:300 | +5    | 09     |
| 3.  | Boyacá Chicó     | 6   | 1 | 3 | 2 | 005:900 | −4    | 06     |
| 4.  | Fortaleza FC     | 6   | 1 | 1 | 4 | 006:100 | −4    | 04     |

| 10. Februar 2016 |     |                                                              |
| Fortaleza FC     | 2:0 | Boyacá Chicó \|\|Estadio Metropolitano de Techo, Bogotá      |
| Patriotas Boyacá | 1:1 | Llaneros FC \|\|Estadio La Independencia, Tunja              |
| 2. März 2016     |     |                                                              |
| Llaneros FC      | 3:0 | Fortaleza FC \|\|Estadio Manuel Calle Lombana, Villavicencio |
| Boyacá Chicó     | 0:0 | Patriotas Boyacá \|\|Estadio La Independencia                |
| 9. März 2016     |     |                                                              |
| Llaneros FC      | 3:0 | Boyacá Chicó \|\|Estadio Manuel Calle Lombana                |
| Patriotas Boyacá | 2:1 | Fortaleza FC \|\|Estadio La Independencia                    |
| 16. März 2016    |     |                                                              |
| Fortaleza FC     | 1:2 | Patriotas Boyacá \|\|Estadio Metropolitano de Techo          |
| Boyacá Chicó     | 0:0 | Llaneros FC \|\|Estadio La Independencia                     |
| 13. April 2016   |     |                                                              |
| Patriotas Boyacá | 3:3 | Boyacá Chicó \|\|Estadio La Independencia                    |
| 21. April 2016   |     |                                                              |
| Fortaleza FC     | 1:1 | Llaneros FC \|\|Estadio Metropolitano de Techo               |
| 4. Mai 2016      |     |                                                              |
| Llaneros FC      | 0:1 | Patriotas Boyacá \|\|Estadio Manuel Calle Lombana            |
| Boyacá Chicó     | 2:1 | Fortaleza FC \|\|Estadio La Independencia                    |

### Gruppe G
| Pl. | Verein      | Sp. | S | U | N | Tore    | Diff. | Punkte |
| --- | ----------- | --- | - | - | - | ------- | ----- | ------ |
| 1.  | Millonarios | 6   | 4 | 2 | 0 | 009:400 | +5    | 14     |
| 2.  | La Equidad  | 6   | 2 | 4 | 0 | 009:400 | +5    | 10     |
| 3.  | Tigres FC   | 6   | 1 | 3 | 2 | 007:800 | −1    | 06     |
| 4.  | Bogotá FC   | 6   | 0 | 1 | 5 | 004:130 | −9    | 01     |

| 10. Februar 2016 |     |                                                            |
| Millonarios      | 1:1 | La Equidad \|\|Estadio Nemesio Camacho, Bogotá             |
| 11. Februar 2016 |     |                                                            |
| Bogotá FC        | 1:2 | Tigres FC \|\|Estadio Metropolitano de Techo, Bogotá       |
| 2. März 2016     |     |                                                            |
| La Equidad       | 2:0 | Bogotá FC \|\|Estadio Metropolitano de Techo               |
| 9. März 2016     |     |                                                            |
| La Equidad       | 2:2 | Tigres FC \|\|Estadio Metropolitano de Techo               |
| 10. März 2016    |     |                                                            |
| Bogotá FC        | 1:2 | Millonarios \|\|Estadio Metropolitano de Techo             |
| 17. März 2016    |     |                                                            |
| Millonarios      | 2:0 | Bogotá FC \|\|Estadio Nemesio Camacho                      |
| 6. April 2016    |     |                                                            |
| Tigres FC        | 1:2 | Millonarios \|\| Estadio Metropolitano de Techo            |
| 14. April 2016   |     |                                                            |
| Bogotá FC        | 1:4 | La Equidad \|\|Estadio Metropolitano de Techo              |
| Millonarios      | 2:1 | Tigres FC \|\|Estadio Metropolitano de Techo               |
| 20. April 2016   |     |                                                            |
| Tigres FC        | 0:0 | La Equidad \|\|Estadio Luis Carlos Galán Sarmiento, Soacha |
| 4. Mai 2016      |     |                                                            |
| Tigres FC        | 1:1 | Bogotá FC \|\|Estadio Luis Carlos Galán Sarmiento          |
| La Equidad       | 0:0 | Millonarios \|\|Estadio Metropolitano de Techo             |

### Gruppe H
| Pl. | Verein            | Sp. | S | U | N | Tore    | Diff. | Punkte |
| --- | ----------------- | --- | - | - | - | ------- | ----- | ------ |
| 1.  | Deportes Quindío  | 6   | 4 | 1 | 1 | 009:700 | +2    | 13     |
| 2.  | Deportes Tolima   | 6   | 3 | 2 | 1 | 012:700 | +5    | 11     |
| 3.  | Atlético Huila    | 6   | 1 | 2 | 3 | 005:700 | −2    | 05     |
| 4.  | Deportivo Pereira | 6   | 1 | 1 | 4 | 001:600 | −5    | 04     |

| 10. Februar 2016  |     |                                                               |
| Deportes Quindío  | 1:0 | Atlético Huila \|\|Estadio Centenario, Armenia                |
| Deportes Tolima   | 0:0 | Deportivo Pereira \|\|Estadio Manuel Murillo Toro, Ibagué     |
| 2. März 2016      |     |                                                               |
| Atlético Huila    | 2:2 | Deportes Tolima \|\|Estadio Guillermo Plazas Alcid, Neiva     |
| 3. März 2016      |     |                                                               |
| Deportivo Pereira | 0:1 | Deportes Quindío \|\|Estadio Hernán Ramírez Villegas, Pereira |
| 9. März 2016      |     |                                                               |
| Deportes Quindío  | 3:2 | Deportes Tolima \|\|Estadio Centenario                        |
| 10. März 2016     |     |                                                               |
| Deportivo Pereira | 0:1 | Atlético Huila \|\|Estadio Hernán Ramírez Villegas            |
| 16. März 2016     |     |                                                               |
| Atlético Huila    | 0:1 | Deportivo Pereira \|\|Estadio Guillermo Plazas Alcid          |
| 13. April 2016    |     |                                                               |
| Deportes Tolima   | 2:1 | Atlético Huila \|\|Estadio Manuel Murillo Toro                |
| 14. April 2016    |     |                                                               |
| Deportes Quindío  | 2:0 | Deportivo Pereira \|\|Estadio Centenario                      |
| 20. April 2016    |     |                                                               |
| Deportes Tolima   | 4:1 | Deportes Quindío \|\|Estadio Municipal de Líbano, Líbano      |
| 4. Mai 2016       |     |                                                               |
| Deportivo Pereira | 0:2 | Deportes Tolima \|\|Estadio Hernán Ramírez Villegas           |
| 5. Mai 2016       |     |                                                               |
| Atlético Huila    | 1:1 | Deportes Quindío \|\|Estadio Guillermo Plazas Alcid           |

### Rangliste der Gruppenzweiten
Die besten vier Gruppenzweiten qualifizieren sich für das Achtelfinale.
| Pl. | Verein            | Sp. | S | U | N | Tore    | Diff. | Punkte |
| --- | ----------------- | --- | - | - | - | ------- | ----- | ------ |
| 1.  | Deportes Tolima   | 6   | 3 | 2 | 1 | 012:700 | +5    | 11     |
| 2.  | Envigado FC       | 6   | 3 | 2 | 1 | 006:700 | −1    | 11     |
| 3.  | La Equidad        | 6   | 2 | 4 | 0 | 009:400 | +5    | 10     |
| 4.  | Valledupar FC     | 6   | 3 | 1 | 2 | 008:100 | −2    | 10     |
| 5.  | Llaneros FC       | 6   | 2 | 3 | 1 | 008:300 | +5    | 09     |
| 6.  | Leones FC         | 6   | 2 | 3 | 1 | 008:500 | +3    | 09     |
| 7.  | Alianza Petrolera | 6   | 2 | 3 | 1 | 007:600 | +1    | 09     |
| 8.  | Atlético FC       | 6   | 2 | 2 | 2 | 006:500 | +1    | 08     |

## K.O.-Phase

### Achtelfinale
Die Spiele des Achtelfinales wurden zwischen dem 27. Juli und dem 18. August 2016 ausgetragen.
|                        | Gesamt          |                        | Hinspiel | Rückspiel |
| ---------------------- | --------------- | ---------------------- | -------- | --------- |
| Atlético Nacional      | 3:2             | Real Cartagena         | 1:2      | 2:0       |
| Valledupar FC          | 1:5             | Independiente Medellín | 0:1      | 1:4       |
| La Equidad             | 3:1             | Cúcuta Deportivo       | 0:0      | 3:1       |
| Deportivo Cali         | 3:2             | América de Cali        | 2:1      | 1:1       |
| Envigado FC            | 2:3             | Patriotas Boyacá       | 0:1      | 2:2       |
| Junior                 | 2:2 (5:4 i. E.) | Deportivo Pasto        | 1:2      | 1:0       |
| Independiente Santa Fe | 3:3 (3:2 i. E.) | Deportes Quindío       | 2:1      | 1:2       |
| Deportes Tolima        | 3:0             | Millonarios            | 0:0      | 3:0       |

### Viertelfinale
Die Spiele des Viertelfinales wurden zwischen dem 24. August und dem 8. September 2016 ausgetragen.
|                        | Gesamt          |                        | Hinspiel | Rückspiel |
| ---------------------- | --------------- | ---------------------- | -------- | --------- |
| Deportivo Cali         | 2:2 (2:4 i. E.) | Deportes Tolima        | 2:0      | 0:2       |
| Junior                 | 5:1             | Independiente Medellín | 3:0      | 2:1       |
| Independiente Santa Fe | 3:0             | La Equidad             | 1:0      | 2:0       |
| Atlético Nacional      | 4:2             | Patriotas Boyacá       | 3:0      | 1:2       |

### Halbfinale
Die Spiele des Viertelfinales wurden zwischen dem 4. und 13. Oktober 2016 ausgetragen.
|                   | Gesamt          |                        | Hinspiel | Rückspiel |
| ----------------- | --------------- | ---------------------- | -------- | --------- |
| Atlético Nacional | 5:2             | Independiente Santa Fe | 1:1      | 4:1       |
| Deportes Tolima   | 2:2 (3:5 i. E.) | Junior                 | 0:0      | 2:2       |

### Finale
Das Hinspiel fand am 13. und das Rückspiel am 17. November 2016 statt. Im Hinspiel setzte sich Nacional nach anfänglichem Rückstand mit 2:1 gegen Junior durch. Auch im Rückspiel konnte sich Nacional durchsetzen und wurde damit zum dritten Mal kolumbianischer Pokalsieger.
|                   | Gesamt |        | Hinspiel | Rückspiel |
| ----------------- | ------ | ------ | -------- | --------- |
| Atlético Nacional | 3:1    | Junior | 2:1      | 1:0       |

#### Hinspiel
| Paarung           | Atlético Nacional – Junior |
| Ergebnis          | 2:1 (1:1) |
| Datum             | 13. November 2016 um 19:00 Uhr (UTC-5) |
| Stadion           | Estadio Atanasio Girardot, Medellín |
| Zuschauer         | 33.894 |
| Schiedsrichter    | Nicolás Gallo (Caldas) |
| Tore              | 0:1 Vladimir Hernández (34.) 1:1 Ezequiel Rescaldani (45.+2') 1:2 Juan Pablo Nieto (47.) |
| Atlético Nacional | Franco Armani, Mateus Uribe, Felipe Aguilar Mendoza, Alexis Henríquez, Edwin Velasco, Juan Pablo Nieto (78. Cristian Dájome), Diego Arias, Andrés Felipe Ibargüen (68. Elkin Blanco), Arley Rodríguez, Jhon Mosquera, Ezequiel Rescaldani (89. Rodin Quiñones) Cheftrainer: Reinaldo Rueda  |
| Junior            | José Luis Chunga, Iván Vélez, Deivy Balanta, Alexis Pérez, Germán Andrés Gutiérrez, Luis Narváez, Enrique Serje, Sebastián Hernández (68. Jorge Aguirre), Juan Domínguez (68. Léiner Escalante), Vladimir Hernández, Yony González (81. Clemente Palacios). Cheftrainer: Giovanni Hernández |
| Gelbe Karten      | Alexis Henríquez, Juan Pablo Nieto – Vladimir Hernández, Enrique Serje |

#### Rückspiel
| Paarung           | Junior – Atlético Nacional |
| Ergebnis          | 0:1 (0:1) |
| Datum             | 17. November 2016 um 19:10 Uhr (UTC-5) |
| Stadion           | Estadio Metropolitano Roberto Meléndez, Barranquilla |
| Zuschauer         | 20.500 |
| Schiedsrichter    | Luis Sánchez (Valle del Cauca) |
| Tore              | 0:1 Andrés Felipe Ibargüen (32.) |
| Junior            | Sebastián Viera, Iván Vélez (35. Sebastián Toro), Deivy Balanta, Alexis Pérez, Juan Domínguez, Enrique Serje, Luis Narváez (29. Faber Cañaveral), Sebastián Hernández (61. Edinson Toloza), Vladimir Hernández, Jorge Aguirre, Michael Rangel Cheftrainer: Giovanni Hernández        |
| Atlético Nacional | Franco Armani, Matheus Uribe, Felipe Aguilar Mendoza, Alexis Henríquez, Farid Díaz, Diego Arias, Juan Pablo Nieto (51. Alejandro Guerra), Macnelly Torres (79. Arley Rodríguez), Andrés Felipe Ibargüen (79. Elkin Blanco), Orlando Berrío, Miguel Borja Cheftrainer: Reinaldo Rueda |
| Gelbe Karten      | Juan Domínguez, Sebastián Toro, Enrique Serje, Faber Cañaveral, Edinson Toloza – Juan Pablo Nieto |

## Torschützenliste
Bei gleicher Anzahl von Treffern sind die Spieler alphabetisch geordnet.
| Pl.   | Spieler               | Mannschaft                 | Tore |
| ----- | --------------------- | -------------------------- | ---- |
| 1.    | Miguel Borja          | Cortuluá/Atlético Nacional | 8    |
| 2.    | Víctor Aquino         | Deportes Tolima            | 6    |
| 3.    | Johan Arango          | Deportivo Pasto            | 5    |
| 4.    | Leonardo Fabio Castro | Independiente Medellín     | 4    |
| 4.    | Luis Cuesta           | La Equidad                 | 4    |
| 4.    | Hernán Hechalar       | Independiente Medellín     | 4    |
| 4.    | José David Lloreda    | Cúcuta Deportivo           | 4    |
| [ 4 ] |                       |                            |      |